# Frank Layden
Francis Layden, detto Frank (Brooklyn, 5 gennaio 1932 – Salt Lake City, 9 luglio 2025), è stato un allenatore di pallacanestro e dirigente sportivo statunitense, professionista nella NBA.

## Palmarès

### Allenatore
- NBA Coach of the Year (1984)
- Allenatore all'NBA All-Star Game (1984)

### Dirigente
- NBA Executive of the Year (1984)